# كامبايلو دي ليرينا
بلدية كامبايلو دي ليرينا (بالإسبانية: Campillo de Llerena)‏, هي إحدى بلديات مقاطعة بطليوس, التي تقع في منطقة إكستريمادورا, والتي تقع في غرب إسبانيا.
يبلغ عدد سكانها 1.731 نسمة وفقاً لإحصائية سنة (2002).